# Stożek piargowy

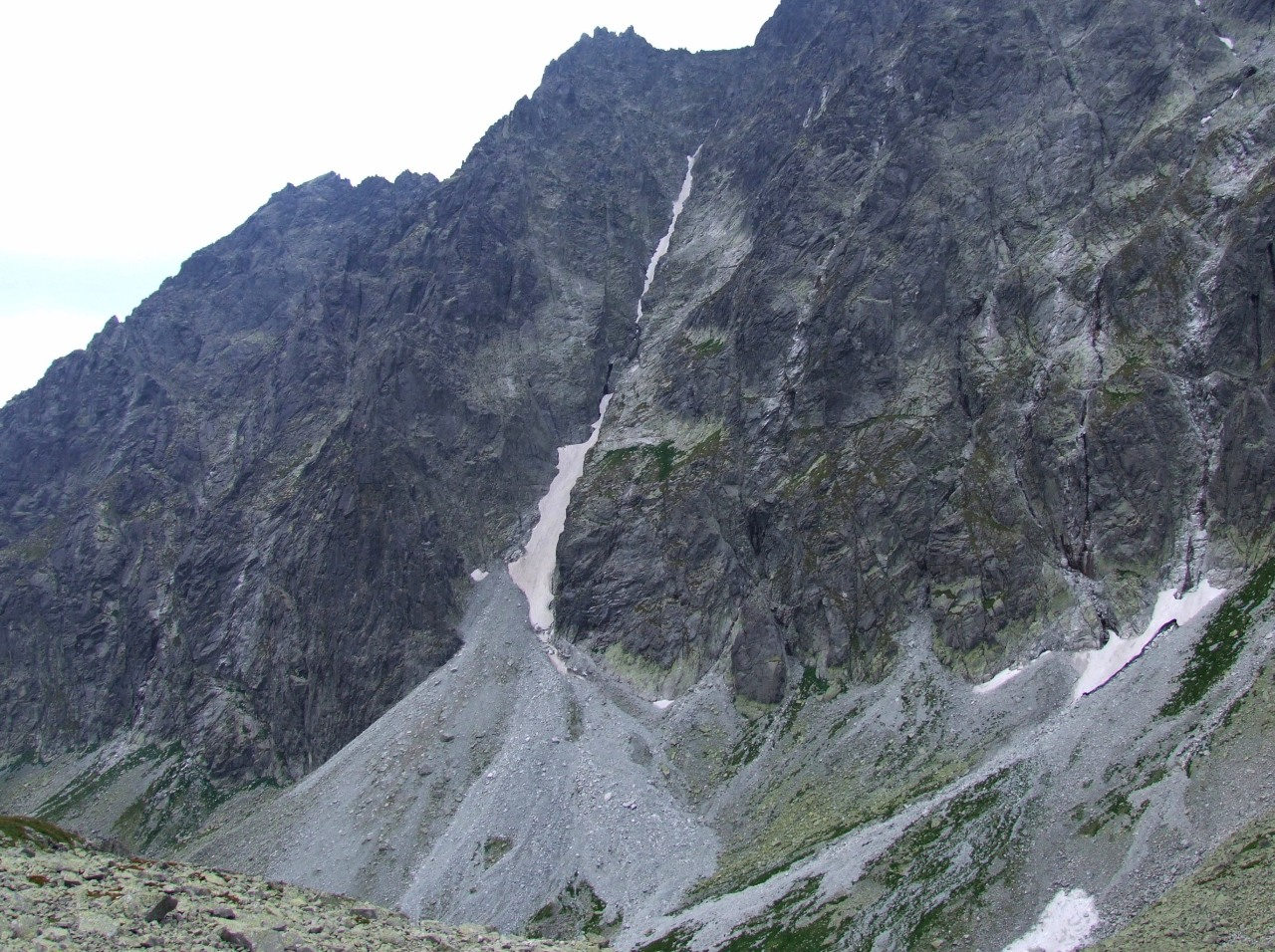
Stożek piargowy u wylotu Żlebu Karczmarza

Stożek piargowy – rodzaj stożka usypiskowego utworzony z piargu, powstający u wylotu żlebu. Tworzy się w górach na skutek gromadzenia materiału skalnego pochodzącego z niszczenia stoków, cechuje się znacznym nachyleniem.
W Polsce stożki piargowe występują w Tatrach i Karkonoszach.